# Romantism

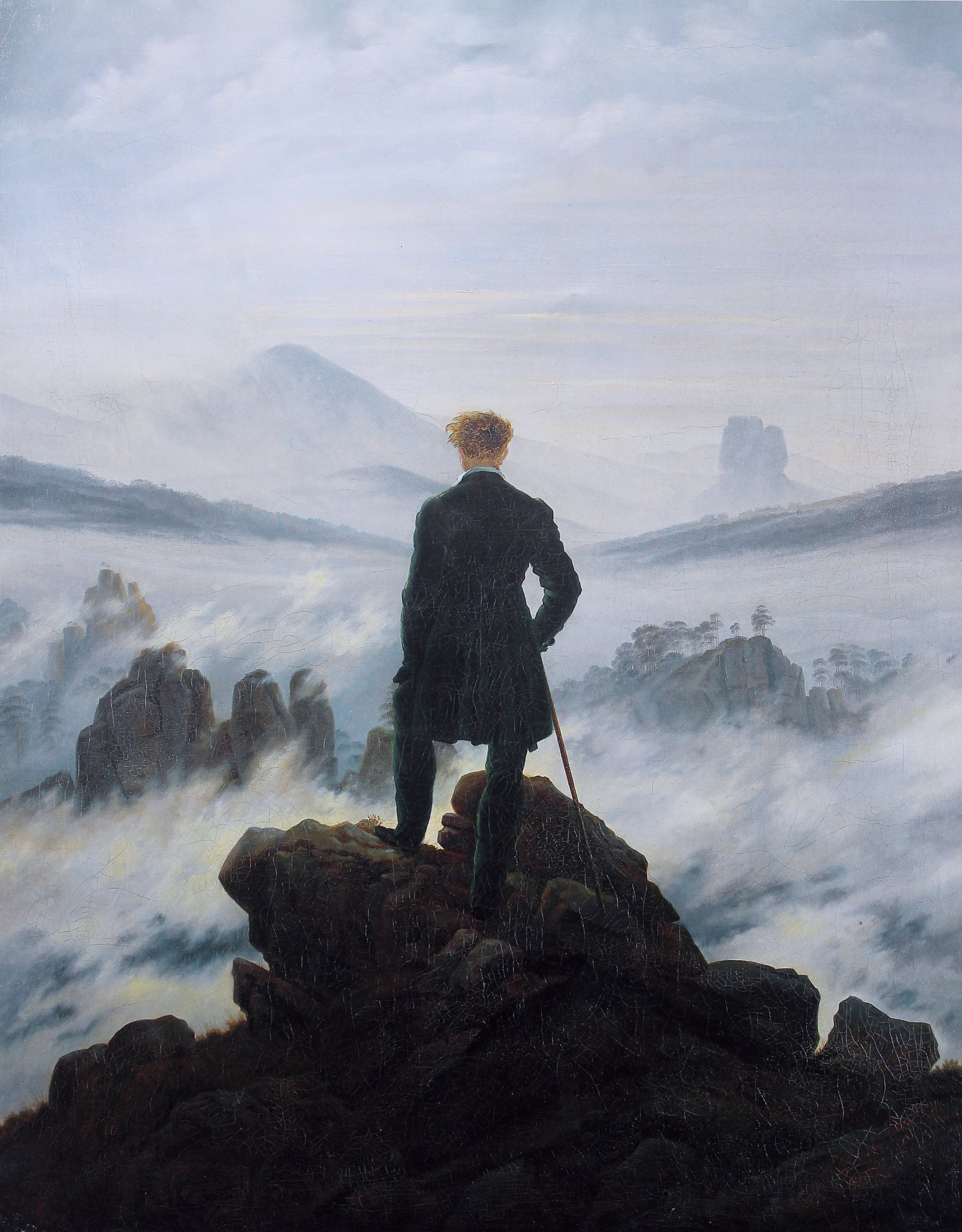
Caspar David Friedrich
Der Wanderer über dem Nebelmeer, 1818
(Hoinarul deasupra mării de ceață)

Romantismul (numit și Perioada Romantică) a fost o mișcare artistică, literară și intelectuală apărută în Europa pe la sfârșitul secolului al XVIII-lea, atingând apogeul pe la începutul anilor 1800. În mare parte, romantismul a fost o reacție atât împotriva Revoluției Industriale, cât și împotriva normelor politice și sociale ale Iluminismului.
Romantismul a influențat artele vizuale, literatura și muzica, dar de asemenea a avut un impact și asupra istoriografiei, educației și istoriei naturale (științele naturii).
Anumiți autori neoclasici alimentaseră deja un sentiment așa-zis romantic înainte de răspândirea sa efectivă, fiind numiți de aceea pre-romantici. Printre aceștia se află Francisco Goya și Manuel Maria Barbosa du Bocage.
Romantismul apare inițial în zona care va fi mai târziu Germania (unde a avut o importanță fundamentală pentru unificarea germană prin mișcarea Sturm und Drang - „furtună și avânt”) și în Anglia.
Romantismul s-a manifestat în forme diferite în diferitele arte și a marcat în special literatura și muzica (deși romantismul s-a manifestat în aceste arte mai târziu decât în altele). Când curentul a ajuns în școli, au apărut critici împotriva idealizării de către acesta a realității. Datorită acestor critici a apărut mișcarea care va da naștere realismului.

## Arte plastice

Libertatea conducând poporul, Eugène Delacroix

Conform lui Giulio Carlo Argan în opera sa Artă modernă, romantismul și neoclasicismul sunt pur și simplu două fețe ale aceleași monede. Pe când neoclasicimul caută idealul sublim, sub o formă obiectivă, romantismul face același lucru, prin subiectivizarea lumii exterioare. Cele două mișcări sunt legate, deci, prin idealizarea realității.
Primele manifestări romantice în pictură vor apărea când Francisco Goya începe să picteze la pierderea auzului. O pictură cu tematică neoclasică precum Saturn devorându-și fiii, de exemplu, prezintă o serie de emoții pentru spectatorul pe care îl face să se simtă nesigur și speriat. Goya creează un joc de lumini și umbre care accentuează situația dramatică reprezentată.
Deși Goya a fost un pictor academic, romantismul va ajunge mult mai târziu la Academie.
Francezul Eugène Delacroix este considerat a fi pictor romantic prin excelență. Tabloul său Libertatea conducând poporul reunește vigoarea și idealul romantic într-o operă care este compusă dintr-un vârtej de forme. Tema este dată de revoluționarii de la 1830 ghidați de spiritul Libertății (reprezentați aici de o femeie purtând drapelul francez). Artistul se plasează metaforic ca un revoluționar din vârtej, deși vedea evenimentele cu o anumită rezervare (reflectând influența burgheză asupra romantismului). Aceasta este probabil opera romantică cea mai cunoscută.

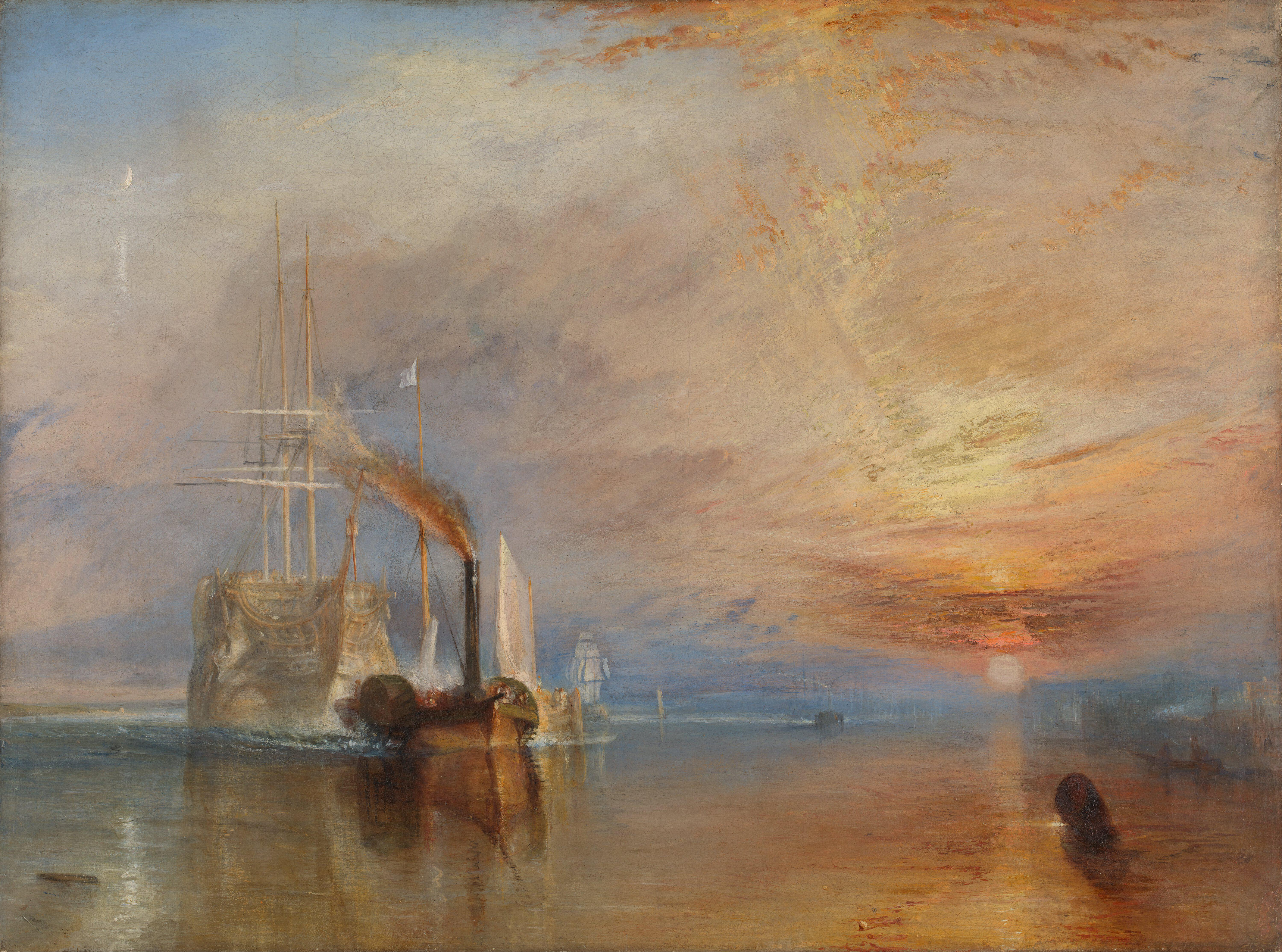
The Fighting Téméraire tugged to her last Berth to be broken, pictură de William Turner

Căutarea de exotic, de neprimitor și de sălbatic va reprezenta o altă caracteristică fundamentală a romantismului. Exprimarea senzațiilor extreme, paradisurile artificiale și naturalețea în aspectul său rudimentar, lansarea în „aventuri” și îmbarcarea în nave cu destinația polilor, de exemplu, i-au inspirat pe anumiți artiști ai romantismului. Pictorul englez William Turner a reflectat acest spirit în opere precum Furtună pe mare unde apariția unui fenomen natural este folosit pentru atingerea sentimentelor menționate mai sus.
Alții, folosind figuri mai mici au ales pictura istorică, cum ar fi Salvator Rosa, care picta în maniera lui Claude Lorrain, artist baroc târziu cu elemente romantice în picturi.

## Literatură
Romantismul a apărut prima dată în literatura germană concomitent cu apariția clasicismului și interacționând cu acesta. La sfârșitul secolului al XVIII-lea a apărut și în literatura engleză,iar în anii 1820 în literatura franceză și rusă.
Una din caracteristicile romantismului este faptul că se împotrivește clasicismului. Tema centrală a romantismului este idealul și dorința de libertate, individul și autoexprimarea sunt promovate în prim-plan. La romantici, personajele aparțin tuturor categoriilor sociale, nu există tipuri umane, ci individualități. Se pune accent pe individualitatea creatoare, afirmarea originalității și a sensibilității. Temele predilecte romanticilor sunt: iubirea, natura, istoria, folclorul autohton, condiția omului de geniu, moartea, singurătatea, revolta împotriva condiției umane.
Romanticii resping convenții în opera literară impuse de clasiciști, cum ar fi regula celor trei unități: de loc, de timp, de acțiune, resping tipologia umană, alegerea personajelor din înalta pătură a societății. Romanticii sunt pasionați de mister, de exotic, au gust pentru macabru, creează personaje și situații excepționale.
Motive romantice, precum: lacul, codrul, izvoarele, stânca, teiul, plopii, salcia, luna, stelele, floarea, noaptea, visul, reveria. Eul romantic evadează din realitate în vis, în fantezie sau în reverie, este evident interesul pentru mituri, simboluri.
Fundalul istoric este dat de dezamăgirea izvorâtă din Revoluția franceză, apoi războaiele napoleniene.
Caracteristicile generale ale literaturii romantice:
- prezența eului liric în textele literare, subiectivitatea trăirilor
- exprimarea cu prioritate a sentimentului și sensibilității
- libertatea creației, absența oricăror reguli sau constrângeri estetice (prezente la clasicism)
- întoarcerea spre trecut și adorația trecutului, în special al evului mediu și goticii
- îmbogățirea limbajului poetic cu regionalisme, neologisme și stilistic
- exprimarea specificului național în literatură
- tendința de a prezenta istoria într-o lumină ideologizată, glorificarea eroilor și libertății
- apar multe opere care au loc în peisaje, culturi, personaje si țări exotice care reflectă dorința de evadare din viața reală
- descoperirea folclorului național
- aspirația spre absolut (iubirea perfectă, libertatea deplină și cunoașterea totală)
- apar culegerile de basme și folclor național și includerea limbajului popular în literatură
- teme romantice: viața, moartea, iubirea, libertatea, exotismul

### Literatura romantică în Germania
Mișcarea Sturm und Drang (literal, Furtună și imbold) este considerată a fi precursoarea romantismului în Germania. Poetul Johann Wolfgang von Goethe a fost cel mai faimos reprezentant al acesteia.
Goethe publică Suferințele tânărului Werther, operă de intensă subiectivitate datorită unei iubiri imposibile a protagonistului acesteia (Werther). Cartea a cauzat multă vâlvă în perioada sa, datorită faptului că un val de sinucideri a fost atribuit lecturii volumului.
Reprezentanți:
- Wilhelm Hauff - povestitor,
- Heinrich Heine - poet
- Johann Gottlieb Fichte - a formulat idealul fericirii
- Friedrich Wilhelm Schelling - a creat idealismul ca directivă a romantismului
- Friedrich Hölderlin - creatorul poeziei romantice germane
- Novalis
- August Wilhelm von Schlegel
- Friedrich Schlegel,
- Ludwig Tieck,
- Friedrich Schleiermacher,
- E. T. A. Hoffmann,
- Heinrich von Kleist,
- Bettina von Arnim,
- Ludwig Achim von Arnim,
- Clemens Brentano,
- Adelbert von Chamisso,
- Joseph von Eichendorff.
- Friedrich de la Motte Fouqué,
- Frații Grimm (Jacob Grimm și Wilhelm Grimm),
- Friedrich Schiller

### Literatura romantică în Anglia
În literatura engleză un grup de poeți, printre care se numără Samuel Taylor Coleridge, John Keats, Percy Bysshe Shelley și William Blake, urmați mai târziu de John Clare, sunt considerați reprezentanți de seamă ai romantismului.
Publicarea în 1798 a Baladelor lirice, cu unele dintre cele mai frumoase poezii ale lui Wordsworth și Coleridge, este adesea considerat momentul începutului mișcării. Majoritatea poeziilor au fost scrise de Wordsworth și multe dintre ele tratează viața săracilor în Districtul Lake, sau sentimentele poetului față de natură care au fost dezvoltate mai complet în poemul său Preludiul nepublicat în timpul vieții sale. Cel mai lung poem din volum a fost a lui Coleridge Rimele bătrânului marinar, care a arătat partea gotică a romantismului englez și exoticul multor poeme. În perioada când au scris poemele Poeții lacului au fost priviți ca un grup marginal de radicali, deși aceștia au fost susținuți de către criticul și scriitorul William Hazlitt și alții.

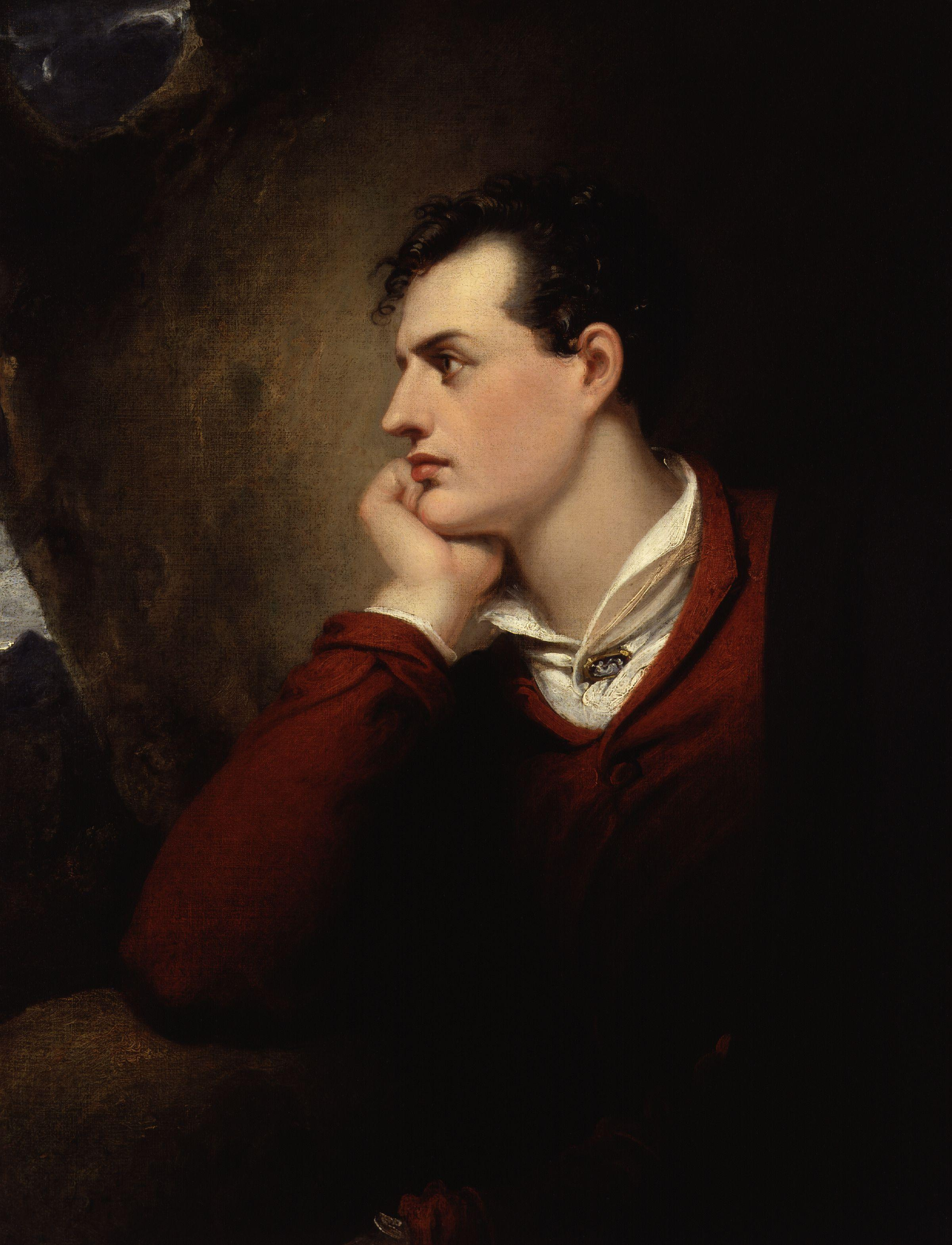
Lord Byron, pictură de Richard Westall

Spre deosebire de ei, Lord Byron și Walter Scott au devenit enorm de faimoși și influenți în toată Europa cu lucrări care prezentau violența și drama unor locuri exotice, îndepărtate sau ale unor momente istorice. 
Byron a fost "fără îndoială, cel mai mare geniu al secolului nostru", după nu mai puțin celebrul Goethe  
Scott a avut un succes imediat, cu poemul său narativ lung Cântecul ultimului  menestrel în 1805, urmat de poemul Marmion scris în anul 1808. Ambele 
sunt plasate în Scoția medievală, și continuă să fie cea mai cunoscută lucrare a lui. Byron a avut succes cu prima poemul Pelerinajul lui Childe Harold din 1812, urmat de patru povești turcești, toate sub forma unor poeme lungi, începând cu Ghiaurul din 1813, despre Europa ocupată de otomani.
Între timp, Scott efectiv a inventat romanul istoric, începând în 1814 cu romanul Waverley, plasat în anul 1745 despre revoltele iacobiților, care a fost un succes enorm și foarte profitabil, urmat de peste 20 de romane noi scrise de Waverley în următorii 17 ani.
Spre deosebire de Germania, romantismul în literatura engleză a avut puține legături cu naționalismul, iar romanticii au fost adesea priviți cu suspiciune pentru simpatia multora simțită pentru idealurile Revoluției Franceze, a cărei colaps și înlocuire cu dictatura lui Napoleon a fost,ca și pentru alte locuri în Europa, un șoc pentru mișcarea. Deși romanele sale, celebrează  identitatea istoria scoțiană, Scott a fost din punct de vedere politic un unionist ferm. 

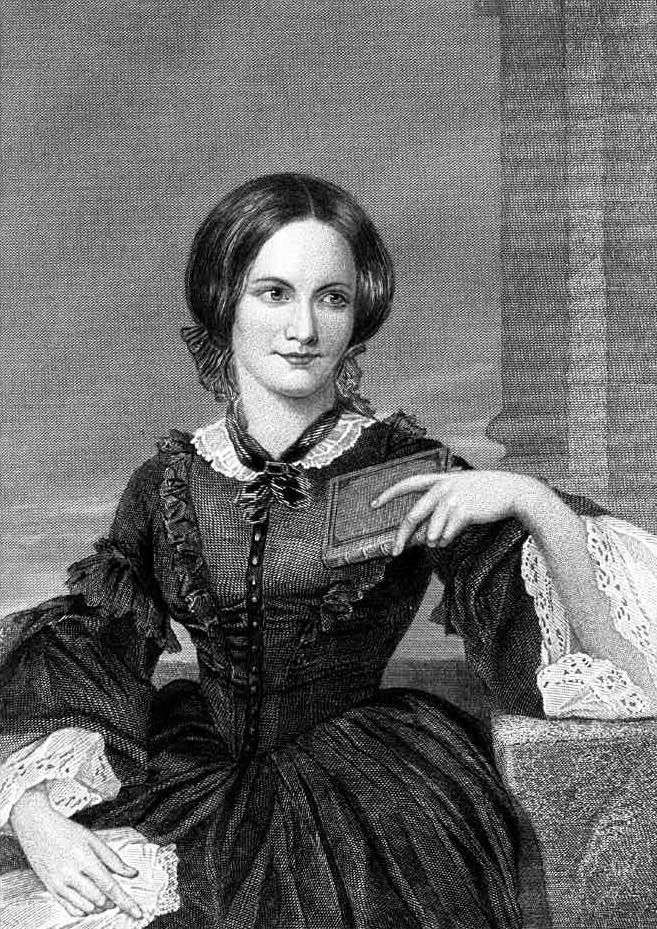
Charlotte Brontë

A petrecut mult timp în străinătate și un sejur celebru pe Lacul Geneva, cu Byron și Shelley în 1816 a produs romanul Frankenstein extrem de influent de către viitoarea soție a lui Shelley, Mary Shelley și nuvela Vampirul de medicul lui Byron, John William Polidori. Versurile lui Robert Burns în Scoția și ale Thomas Moore în Irlanda reflectată în diferite moduri țările lor și interesul romantic pentru literatura populară, dar a avut niciun rezultat asupra muncii lor.
Romanciera cea mai semnificativă de limba engleză în perioada romantică de vârf pe lângă Walter Scott, a fost Jane Austen, a cărei viziune conservatoare asupra lumii a avut puțin în comun cu contemporanii ei romantici, păstrând o credință puternică în bună-cuviință și normele sociale, deși criticii au simțit un tremur sub suprafața unor lucrări, în special în Mansfield Park (1814) și de în Persuasion(Persuasiune) (1817) .
În mijlocul secolului au apărut operele fără îndoială romantice ale familiei Brontë, în special  a lui Charlotte Brontë Jane Eyre și Wuthering Heights (La răscruce de vânturi), romanul lui Emily Brontë, ambele fiind publicate în 1847.

### Literatura romantică în Franța
Romantismul a apărut relativ târziu în literatura franceză, chiar mai târziu decât în artele vizuale. 
Precursorul  romantismului în secolul al 18-lea a fost cultul sensibilității, care a fost asociat regimului monarhic și Revoluția Franceză a fost mai mult o sursă de inspirație pentru scriitori străini decât o experiență la prima mână a scriitorilor francezi. Prima figură proeminentă a fost François-René de Chateaubriand, un mic aristocrat care a rămas un regalist pe parcursul Revoluției și s-a întors în Franța din exilul din Anglia și America pe vremea lui Napoleon cu al cărui regim a avut o relație incomodă. Scrierile sale, scrise toate în proză, includ ficțiuni ca de exemplu romanul  René (1802) despre exil, pe care l-a anticipat Byron privind eroul său înstrăinat, dar a scris mai ales despre istoria contemporană și politică, călătoriile sale, apără religia și  spiritul medieval (Génie du christianisme 1802), și în cele din urmă, în anii 1830 și 1840 apare enorma sa autobiografie Mémoires d'outre-Tombe ("Memoriile de dincolo de mormânt") .
După restaurația burbonilor romantismul francez s-a dezvoltat în viața de zi cu zi prin teatrul Parizian, cu producții de Shakespeare, în Franța fiind un autor romantic de bază, Schiller și adaptări după Scott și Byron alături de autori francezi, dintre care mai mulți au început să scrie după 1820. 
S-au dezvoltat clici pro-și anti-romantism, iar producțiile au fost adesea însoțite de criticii zgomotoase ale celor două tabere.
Alexandre Dumas a început ca dramaturg, cu o serie de succese începând cu Henri III et sa cour (1829) înainte de începe să scrie romanele sale de aventuri istorice cu care a avut cele mai mari succese, oarecum în maniera lui Scott, cele mai faimoase fiind Cei trei mușchetari și Contele de Monte Cristo, ambele din 1844.
Victor Hugo a publicat ca poet în anii 1820 înainte de obținerea succesului pe scena cu drama Hernani, o dramă istorică într-un stil cvasi-shakespearian, care a avut cu spectacole turbulente.. 
El este mai bine cunoscut pentru romanele sale, Cocoșatul de la Notre-Dame (1831) și Les Miserables (Mizerabilii), fiind considerate cele mai bune opere ale carierei sale.
Cariera lui Prosper Mérimée a urmat un model similar, în prezent fiind cunoscut după povestea Carmen, nuvela sa din 1845. 
Alfred de Vigny rămâne cel mai bine cunoscut ca dramaturg, cu drama sa despre poetul englez Chatterton (1835), probabil cea mai bună operă a sa.

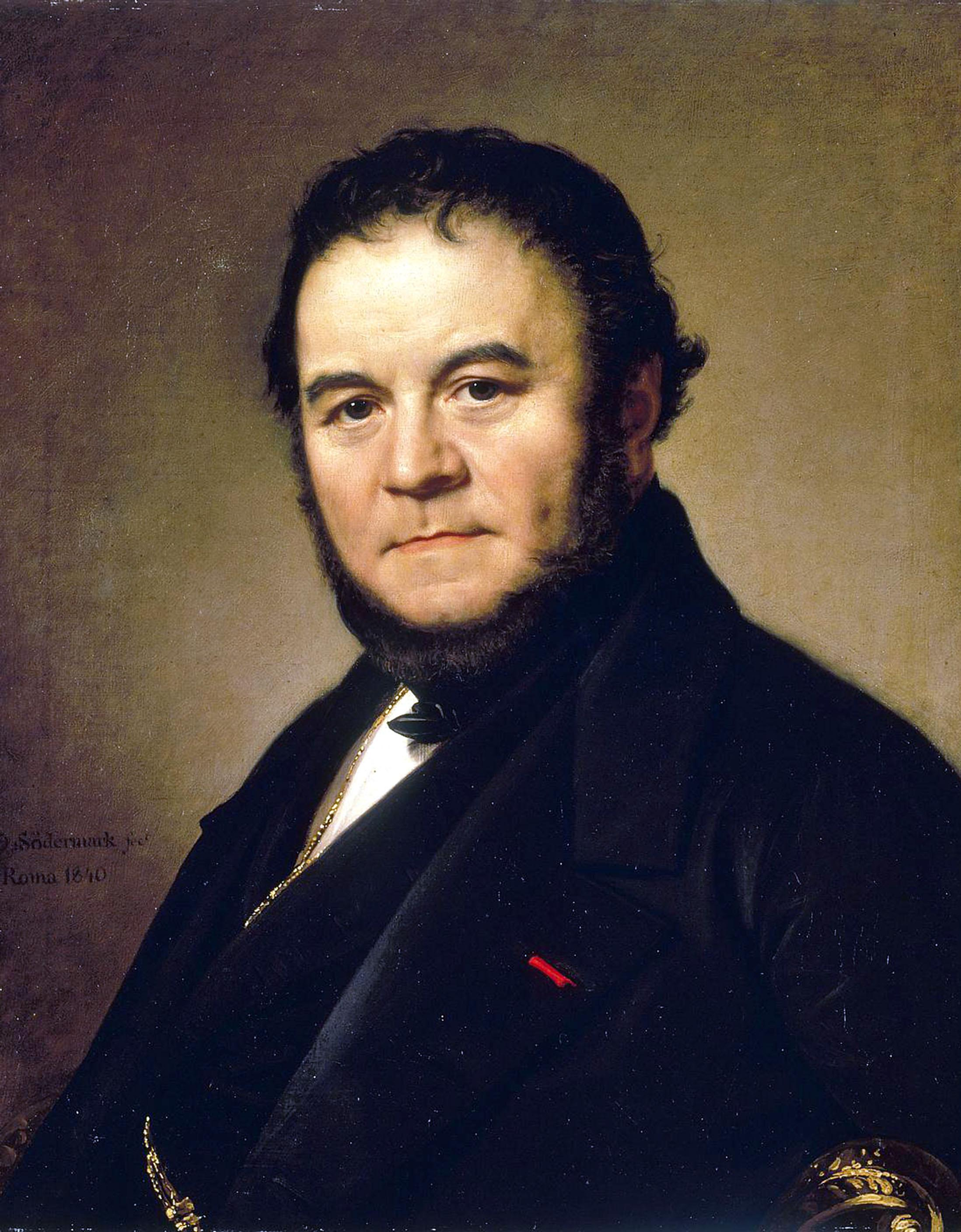
Stendhal

Poeții romantici francezi din anii 1830 până în anii 1850 îi includ pe Alfred de Musset, Gérard de Nerval, Alphonse de Lamartine și bombasticul Théophile Gautier.
George Sand a fost cea mai remarcabilă printre scriitoare, fiind figura centrală a scenei literare pariziene, fiind faimoasă atât pentru romanele sale, cât și pentru relația ei cu  Chopin și alte figuri marcante ale societății.
Stendhal este probabil cel mai apreciat romantic francez în zilele noastre din acea perioadă, dar el se află într-o relație complexă cu romantismul, fiind notabil pentru perspectiva lui psihologică penetrantă ale personajelor sale și realismul său, calități rare în romanele aparținând curentului romantic. Ca un supravietuitor francez  al retragerii Napoliene din  Moscova în 1812, recurge în mică măsură la fantezii despre eroism și aventură, și ca Goya el este adesea văzut ca un precursor al realismului. Lucrările sale cele mai importante sunt Le Rouge et le Noir (Roșu și negru, 1830) și La Chartreuse de Parme (Mănăstirea din Parma, 1839).

### Literatura română romantică
În literatura română, romantismul se face simțit prin intermediul scriitorilor pașoptiști (Ion Heliade Rădulescu, Costache Negruzzi, Vasile Alecsandri, Alecu Russo ș.a.). Influențele curentului persistă mult timp după declinul său în culturile vest-europene, atingând punctul culminant în opera lui Mihai Eminescu, considerat ultimul mare romantic european.
Romantismul s-a manifestat în literatura română în trei etape:
1. preromantismul (cunoscut și ca romantism al scriitorilor pașoptiști sau de tip Biedermeier)
2. romantismul propriu-zis (eminescian sau romantism înalt)
3. romantismul posteminescian

Reprezentanți:
- Mihail Kogălniceanu
- Constantin Negruzzi
- Vasile Alecsandri
- Dimitrie Bolintineanu
- Mihai Eminescu
- George Coșbuc
- Octavian Goga
- Alexandru Macedonski
- Barbu Ștefănescu Delavrancea

## Muzică

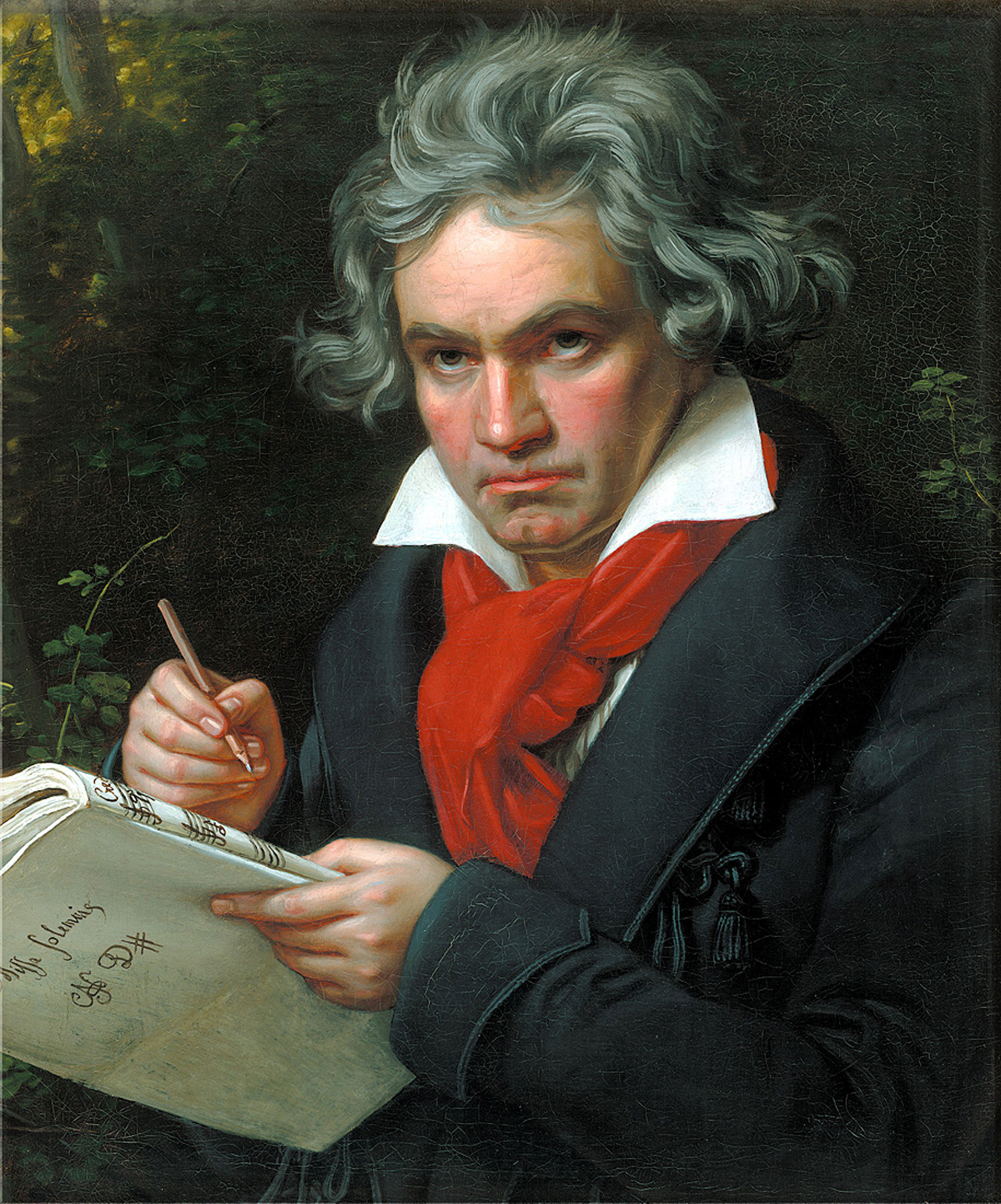
Ludwig van Beethoven

Deși termenul de „romantism”, se aplică atunci când vorbim de muzică în perioada aproximativ de la 1820 până în jurul anului 1900, aplicarea contemporană a termenului de „romantic” pentru muzică, nu coincide cu această interpretare modernă. 
În 1810 E.T.A. Hoffmann i-a numit pe Mozart, Haydn și Beethoven cei trei „compozitori romantici” și Ludwig Spohr a folosit termenul de „bun stil romantic” pentru părți din Simfonia a V-a a lui Beethoven. 
Din punct de vedere tehnic, Mozart și Haydn sunt considerați compozitori clasici, și după cele mai multe standarde, Beethoven reprezintă începutul perioadei romantismului muzical. 
Începutul secolului al XX-lea, datorită faptului că sensul s-a rupt decisiv de trecutul muzical, a dus la faptul că secolul al XIX-lea se numește "Era romantică", și se utilizează în muzică în sens enciclopedic.
Contrastele și emoțiile sporite ale mișcării literare germane  Sturm und Drang par a fi un precursor al romanului gotic, sau elementele sângeroase ale unora dintre operele din perioada revoluției franceze. Libretul lui Lorenzo Da Ponte scris pentru Mozart prin muzica elocventă transmite un nou sens al individualității și a libertății.
Generația romantică l-a privit pe Beethoven, ca artistul lor ideal și eroic,  care a dedicat mai întâi o simfonie Consulului Bonaparte,  campion al libertății, ca apoi să-l conteste pe  împăratul Napoleon, retrăgându-i dedicația simfoniei Eroica.
În cultura muzicii contemporane, muzicianul romantic a urmat o carieră publică, în funcție de sensibilitatea audienței provenind din clasa de mijloc, lucru mult mai frecvent decât să fie patronat de un  aristocrat al curților imperiale, așa cum a fost cazul cu muzicienii și compozitorii perioadelor anterioare. 
Noua generație de muzicieni a creat virtuozi, care în calitatea lor de persoane publice își făceau carieră ca soliști, mergând  în turnee de concerte ca de exemplu Paganini și Liszt, iar dirijorii au început să apară ca figuri importante, de a căror abilitate de interpretare a muzicii tot mai complexe depindea în mare măsură calitatea redării.

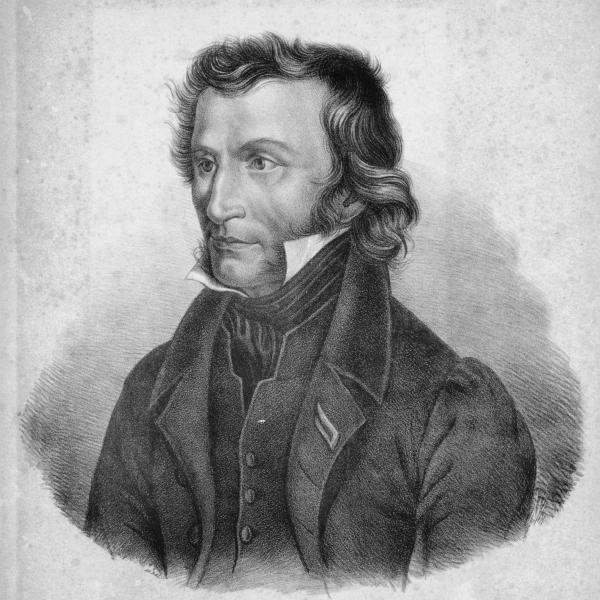
Niccolò Paganini

Principali reprezentanți ai romantismului în muzică:
- Robert Schumann, romantism poetic
- Johannes Brahms
- Frédéric Chopin
- Hector Berlioz
- Carl Maria von Weber
- Franz Liszt
- Richard Wagner
- Piotr Ilici Ceaikovski

## Autori romantici
- William Blake
- Robert Burns
- Charlotte Brontë
- Emily Brontë
- Lord Byron
- Thomas Carlyle
- François-René de Chateaubriand
- Samuel Taylor Coleridge
- Ralph Waldo Emerson
- Mihai Eminescu
- José de Espronceda
- William Godwin
- Johann Wolfgang von Goethe
- William Hazlitt
- Heinrich Heine
- Victor Hugo
- Leigh Hunt
- Washington Irving
- John Keats
- Charles Lamb
- Mihail Lermontov
- Adam Mickiewicz
- Edgar Allan Poe
- Aleksandr Pușkin
- Friedrich Schleiermacher
- Walter Scott
- Mary Shelley
- Percy Bysshe Shelley
- Stendhal
- William Wordsworth

## Romantismul în arhitectură
Romantismul în arhitectură nu are caracteristici de stil sine stătătoare.
La mijlocul secolul al 18-lea Horace Walpole și-a construit castelul Stawberry Hill astfel, încât arhitectura castelului să corespundă exact caracterului și minții sale care explora neobosit trecutul. În acest scop a folosit elementele goticii și în ciuda faptului că pentru acest lucru a fost luat în derâdere de contemporanii lui, de fapt a creat arhitectura neogotică. În arhitectura curentului romantic prima dată curentul neogotic a avut rol primordial. Astfel a fost construit la Londra Houses of Parliament după proiectele lui Charles Barry, apoi  Tower Bridge.
Apoi a apărut un alt curent care folosea elemente din arhitectura indiană, a Orientului Apropiat, adăugând apoi elemente din arhitectura maură și bizantină.
La mijlocul secolului apar construcțiile pe bază de schelet din oțel, care la acea vreme era încă o curiozitate. La expoziția mondială din 1851 Joseph Paxton proiectează Palatul de cristal din Londra din fontă și sticlă, având o suprafață de 72 000 metri pătrați. În anii 1880 Eiffel construiește turnul său devenit celebru.

## Termeni legați de romantism
- Neo-Romantism
- Sentimentalism
- Transcendentalism american
- Humboldtism
- Prerafaeliții
- Romantism întunecat

## Termeni opuși romantismului
- Clasicism
- Pozitivism
- Raționalism
- Realism
- Academia
- Iluminism
- Utilitarism

## Galerie

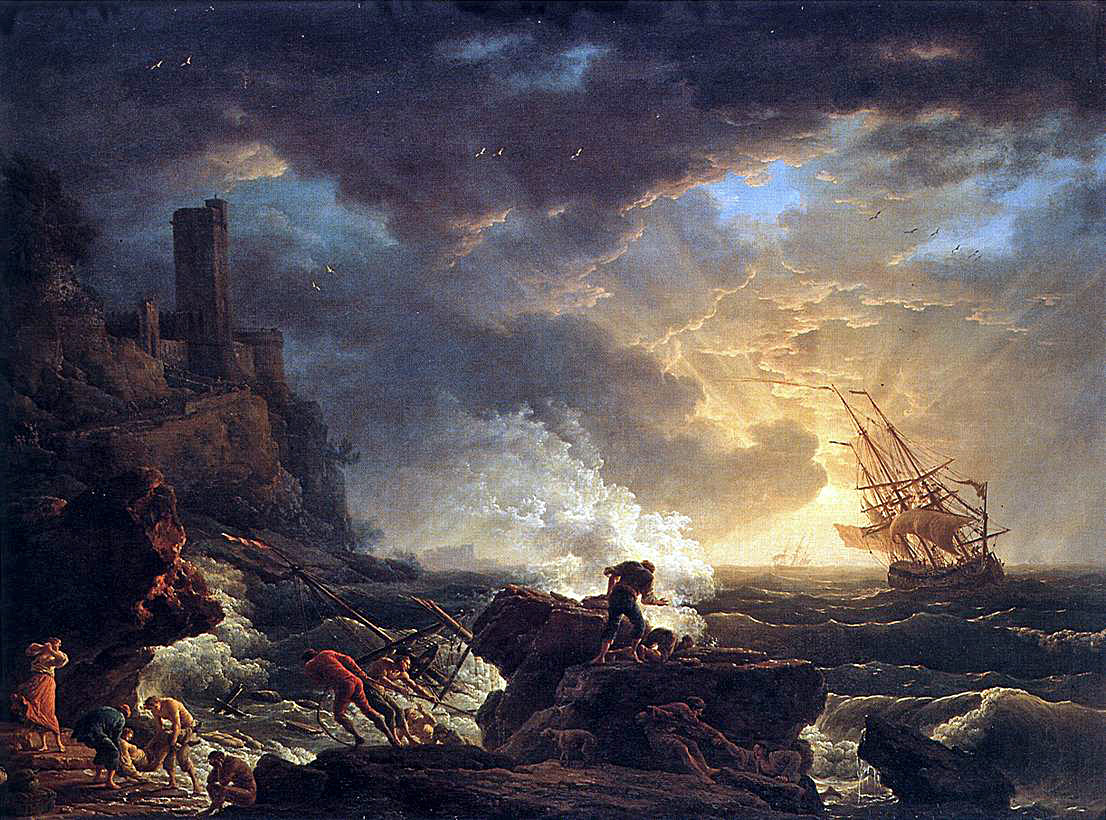
Joseph Vernet, 1759, Shipwreck; sec. 18
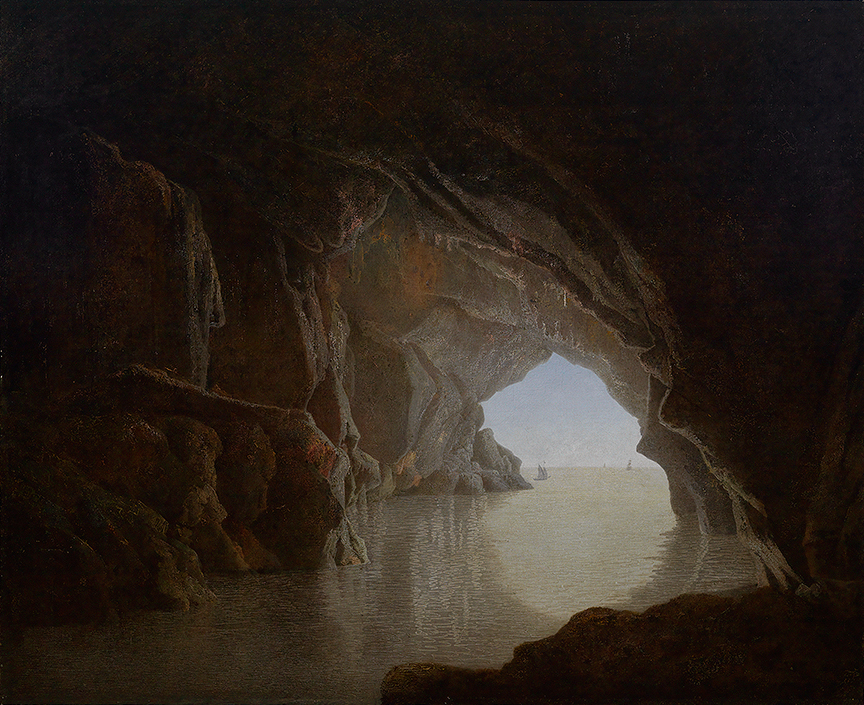
Joseph Wright, 1774, Cave at evening (Peşteră în asfinţit)
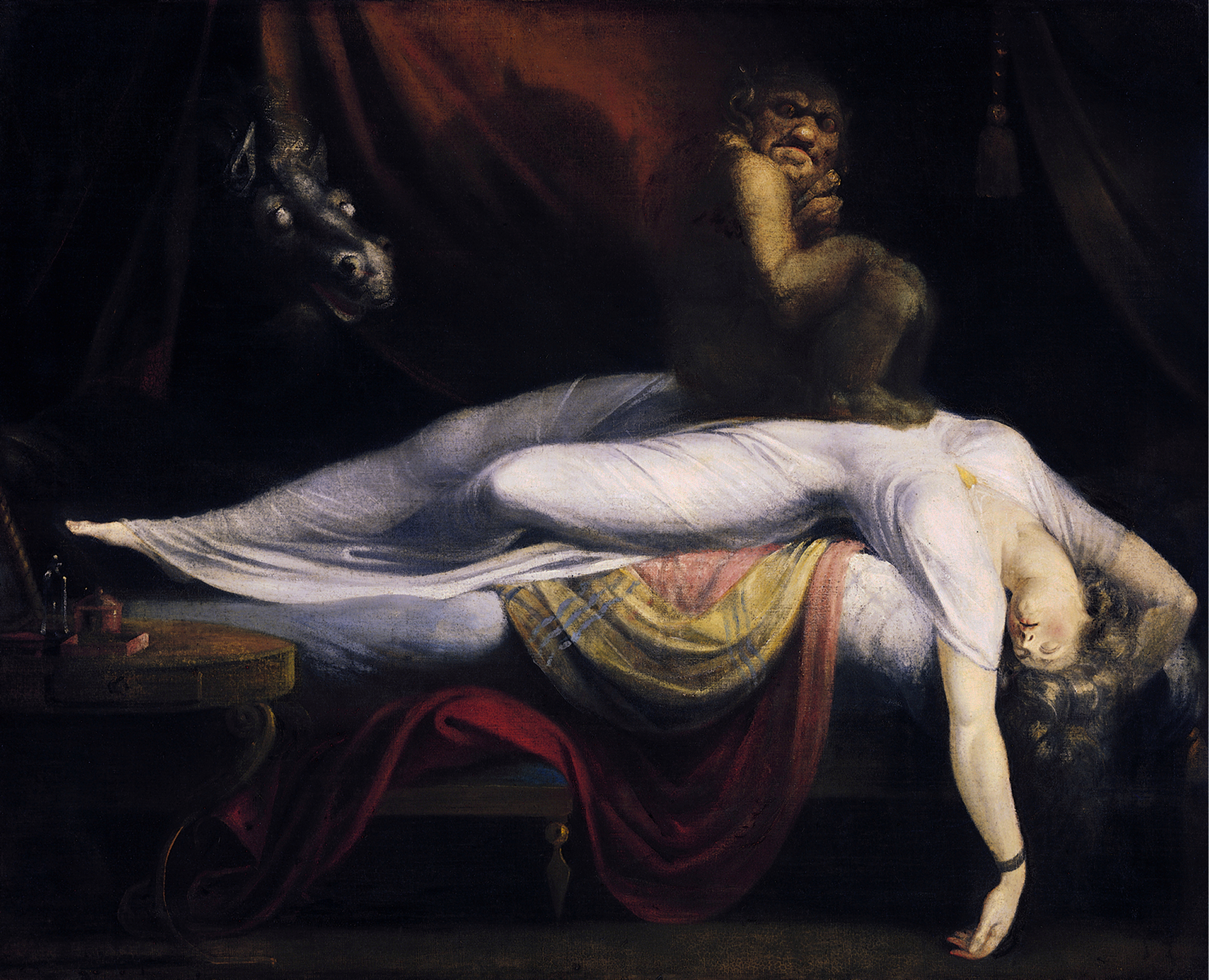
Henry Fuseli, 1781, The Nightmare, artist clasic ale cărui teme adesea anticipau Romantismul
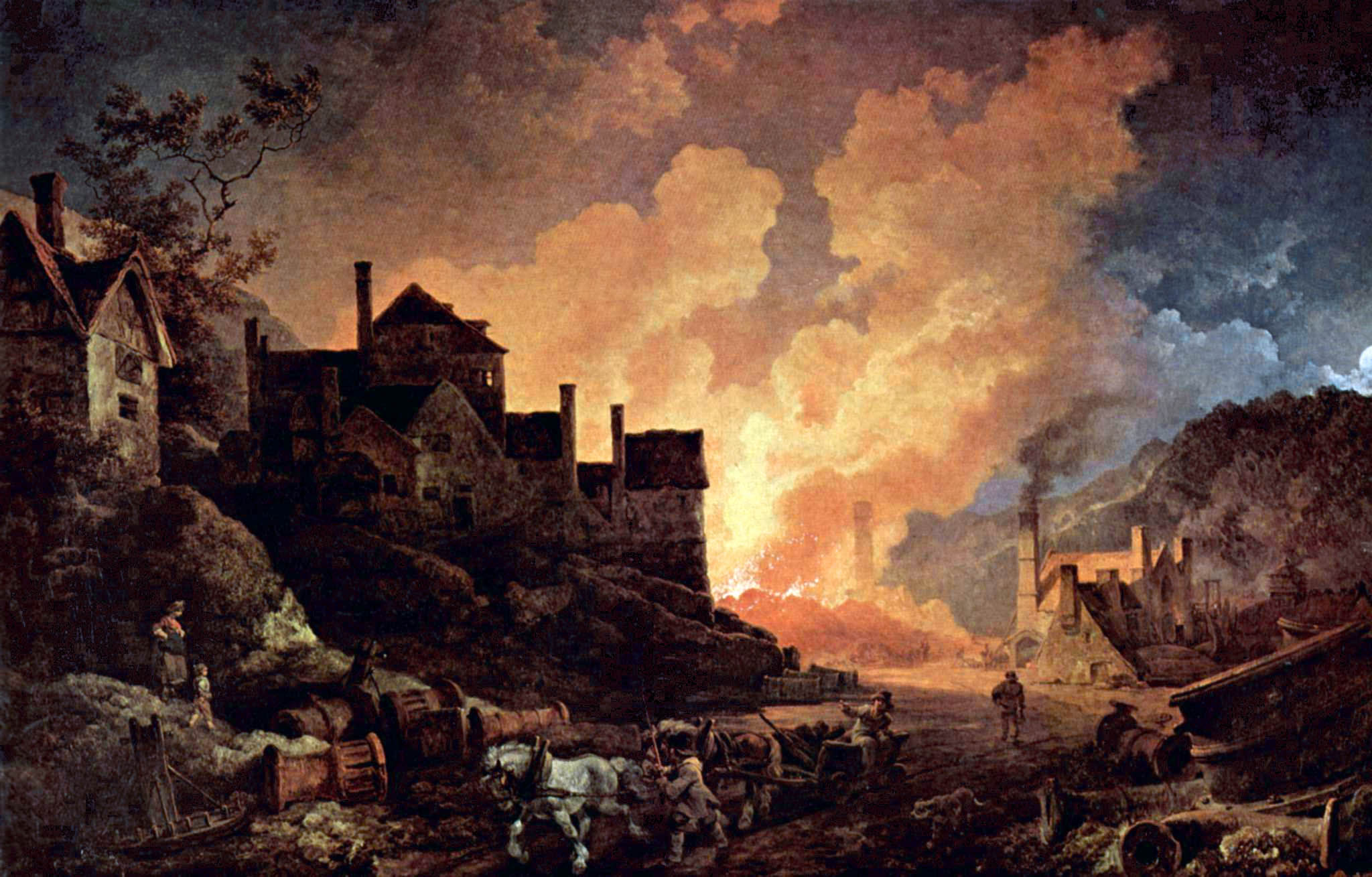
Philip James de Loutherbourg, Coalbrookdale by Night, 1801, loc esenţial al Revoluţiei industriale engleze
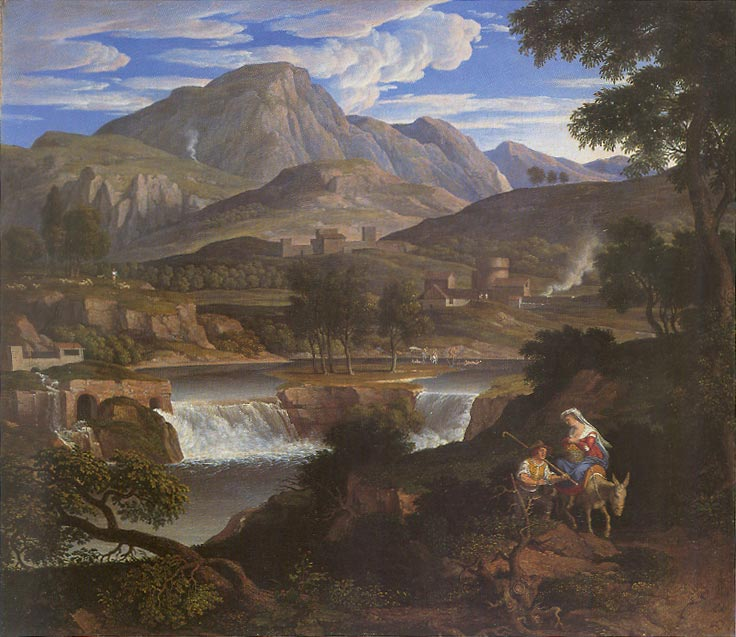
Joseph Anton Koch, Waterfalls at Subiaco 1812–1813, peisaj "clasic" pentru pictura istorică
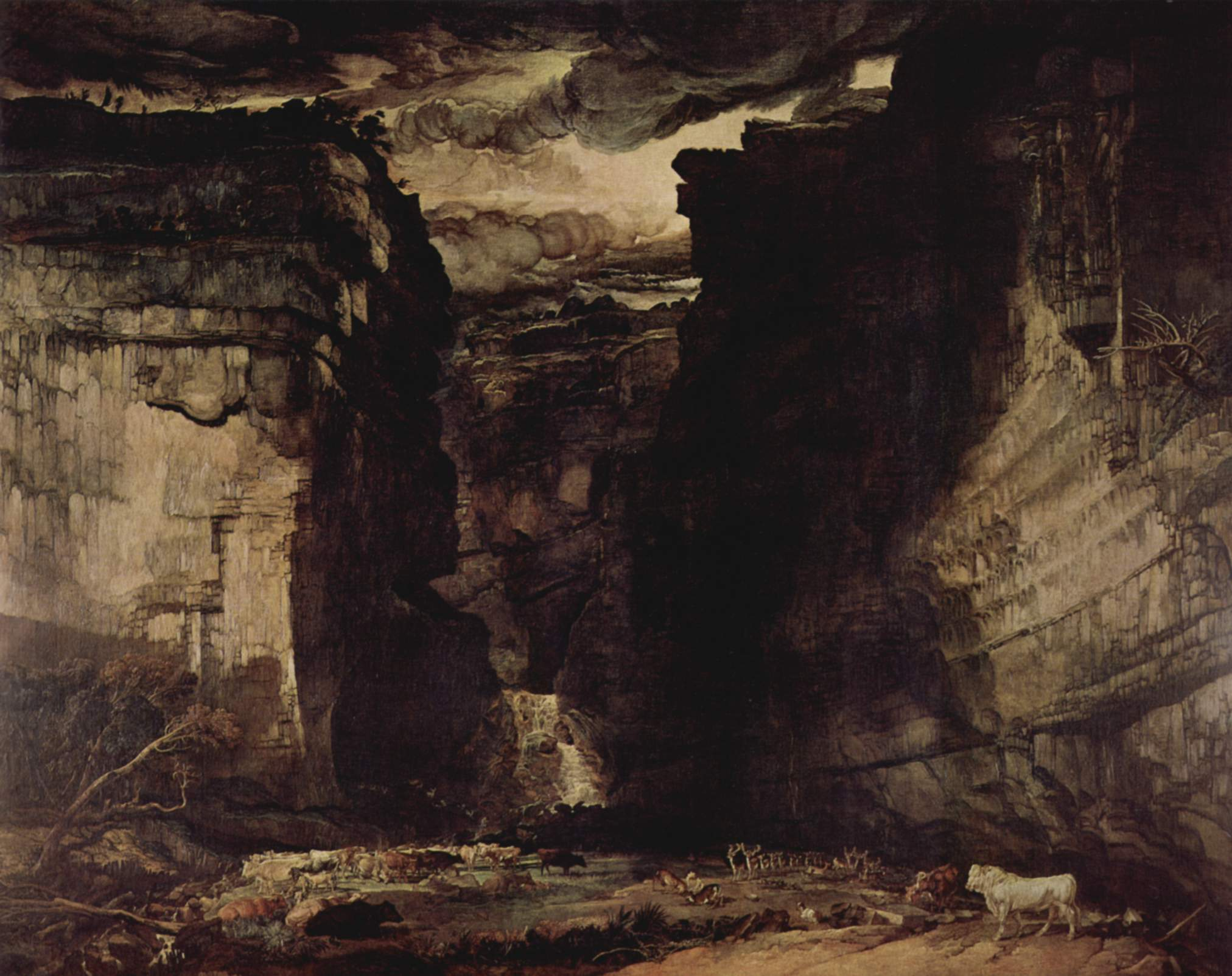
James Ward, 1814–1815, Gordale Scar
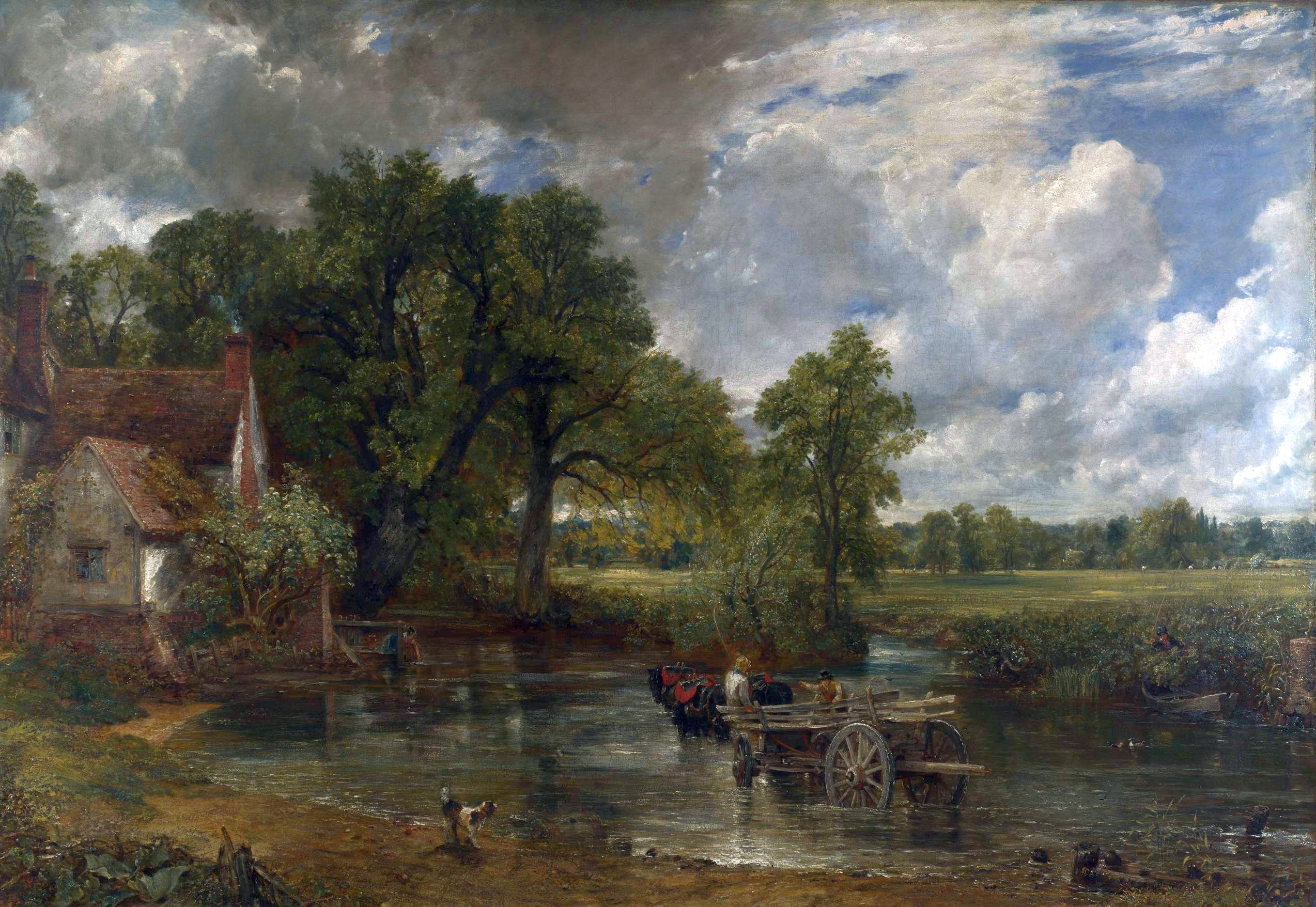
John Constable, 1821, The Hay Wain, una din picturile mari ale lui Constable
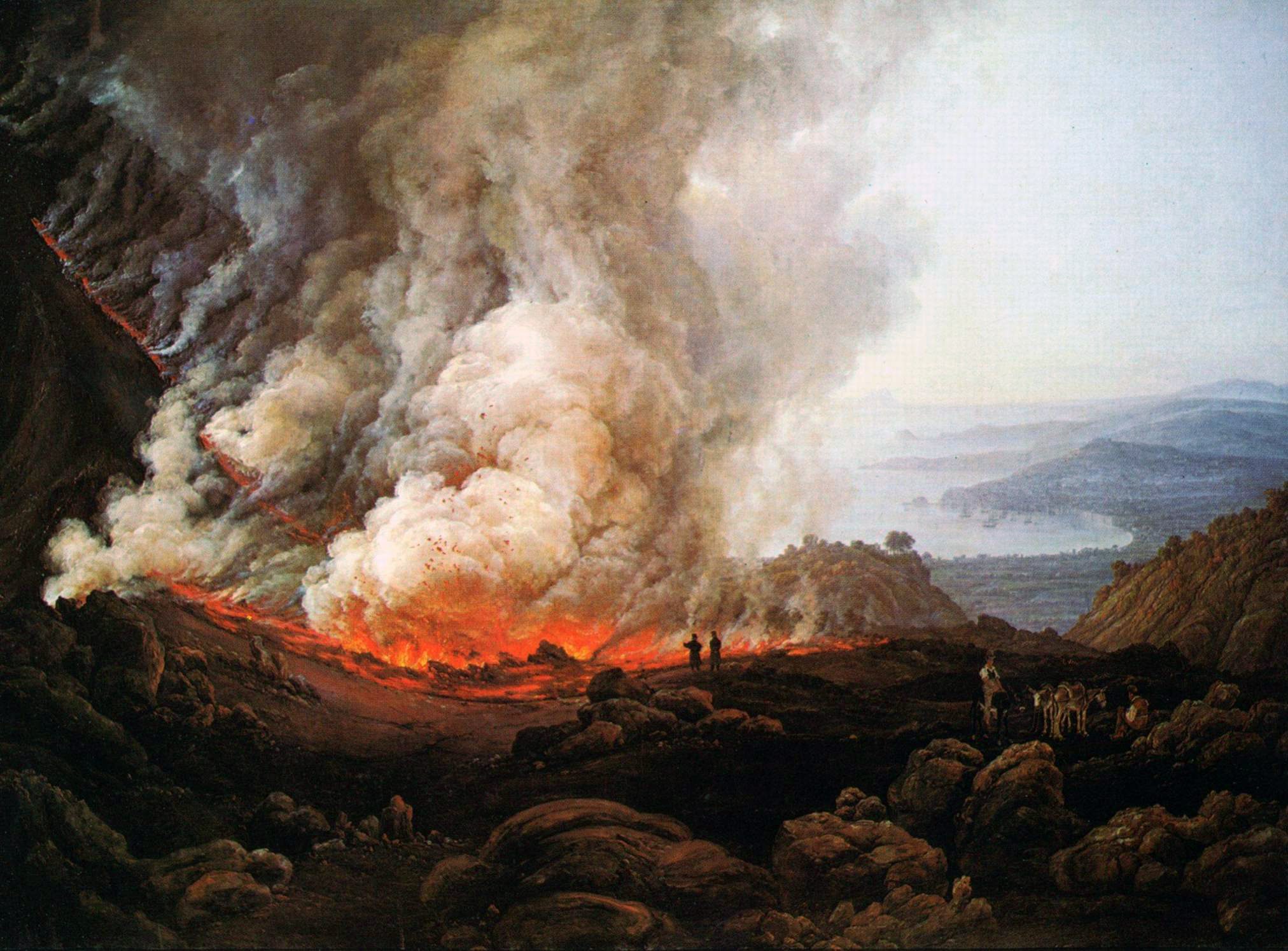
Johan Christian Dahl, 1826, Eruption of Vesuvius, pictură de unul dintre  pictorii care urmează cel mai fidel stilul lui Freidrich
Karl Briullov, The Last Day of Pompeii, 1833
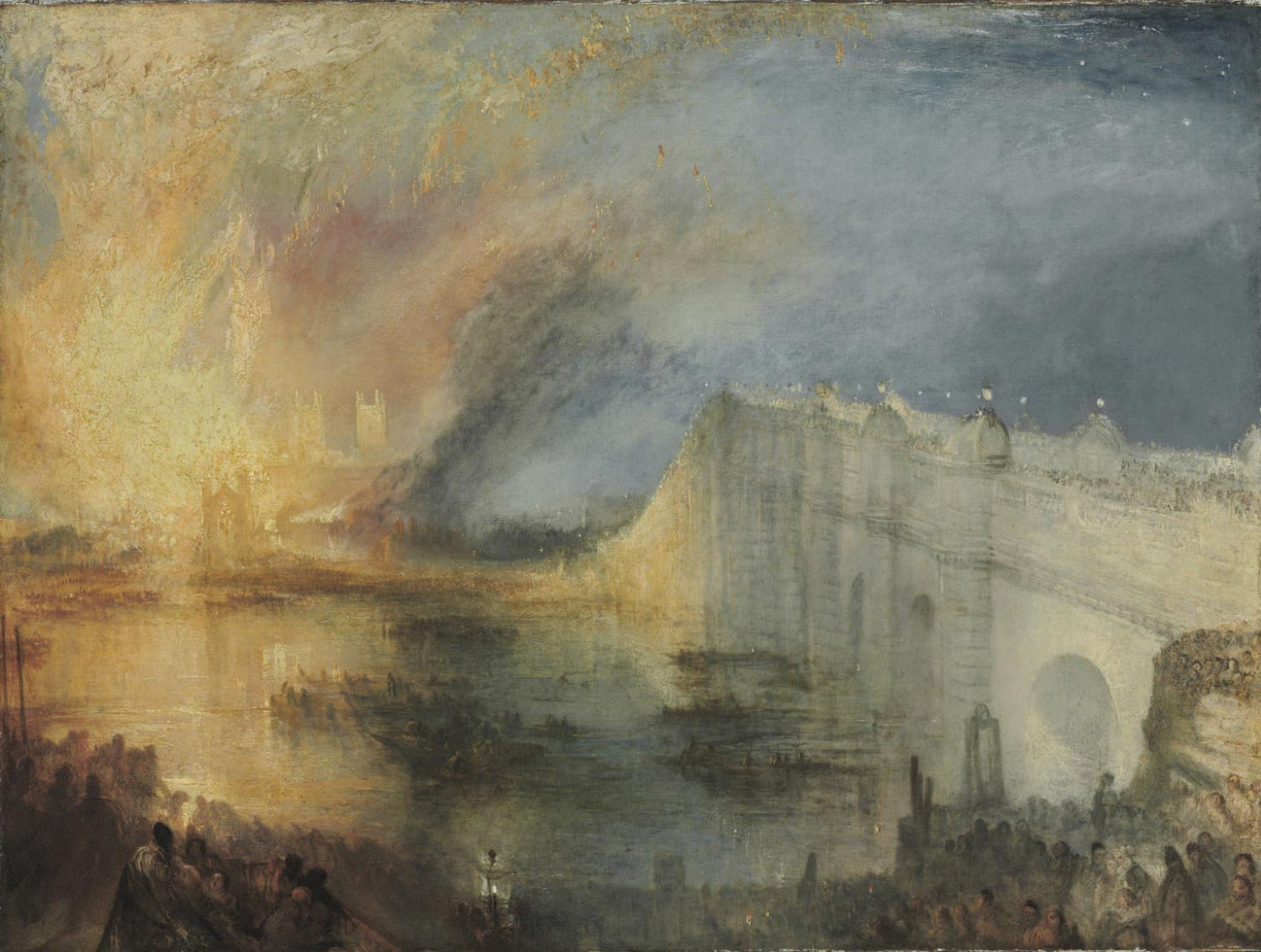
William Turner, The Burning of the Houses of Lords and Commons (Arderea Camerei Lorzilor),(1835)
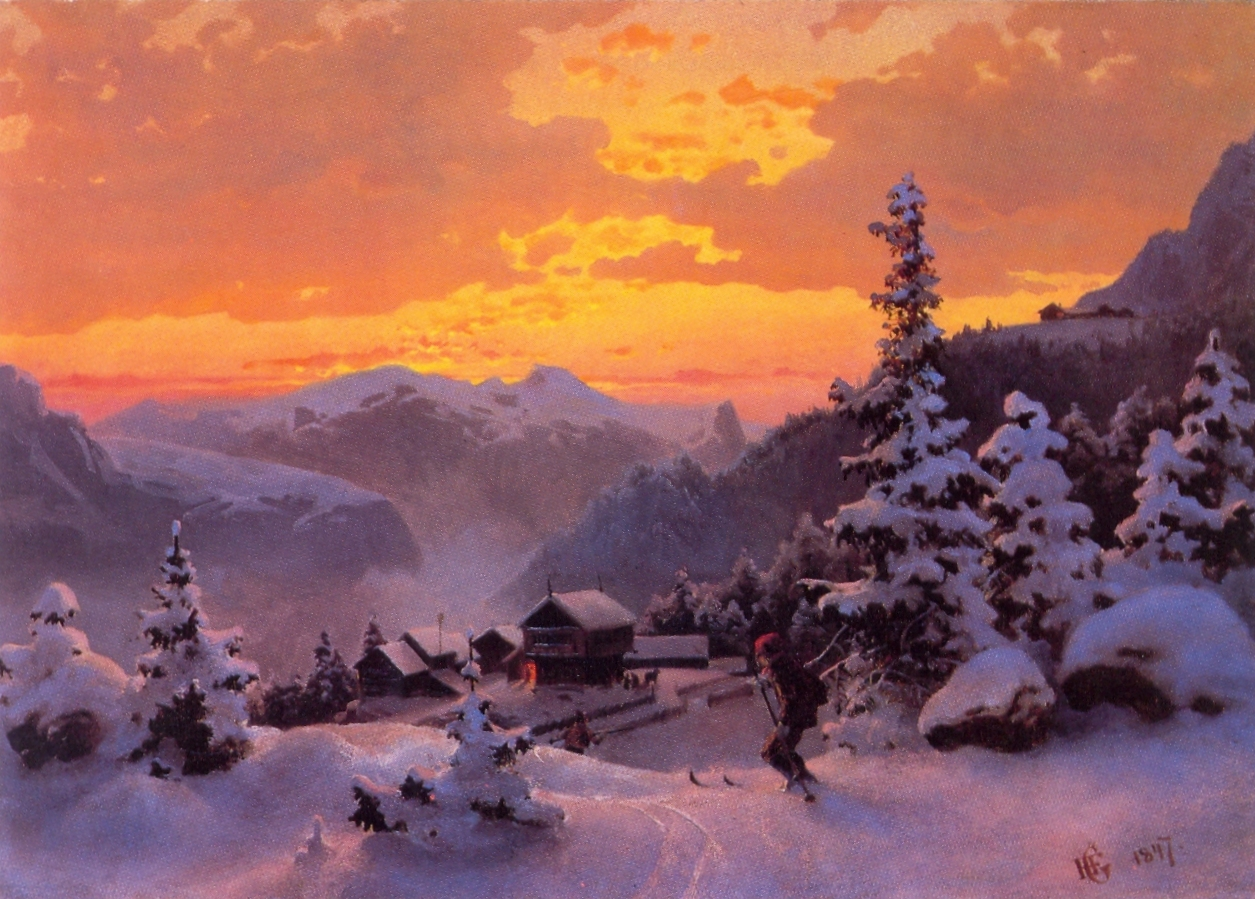
Hans Gude, Winter Afternoon, (După-amiază de iarnă), 1847
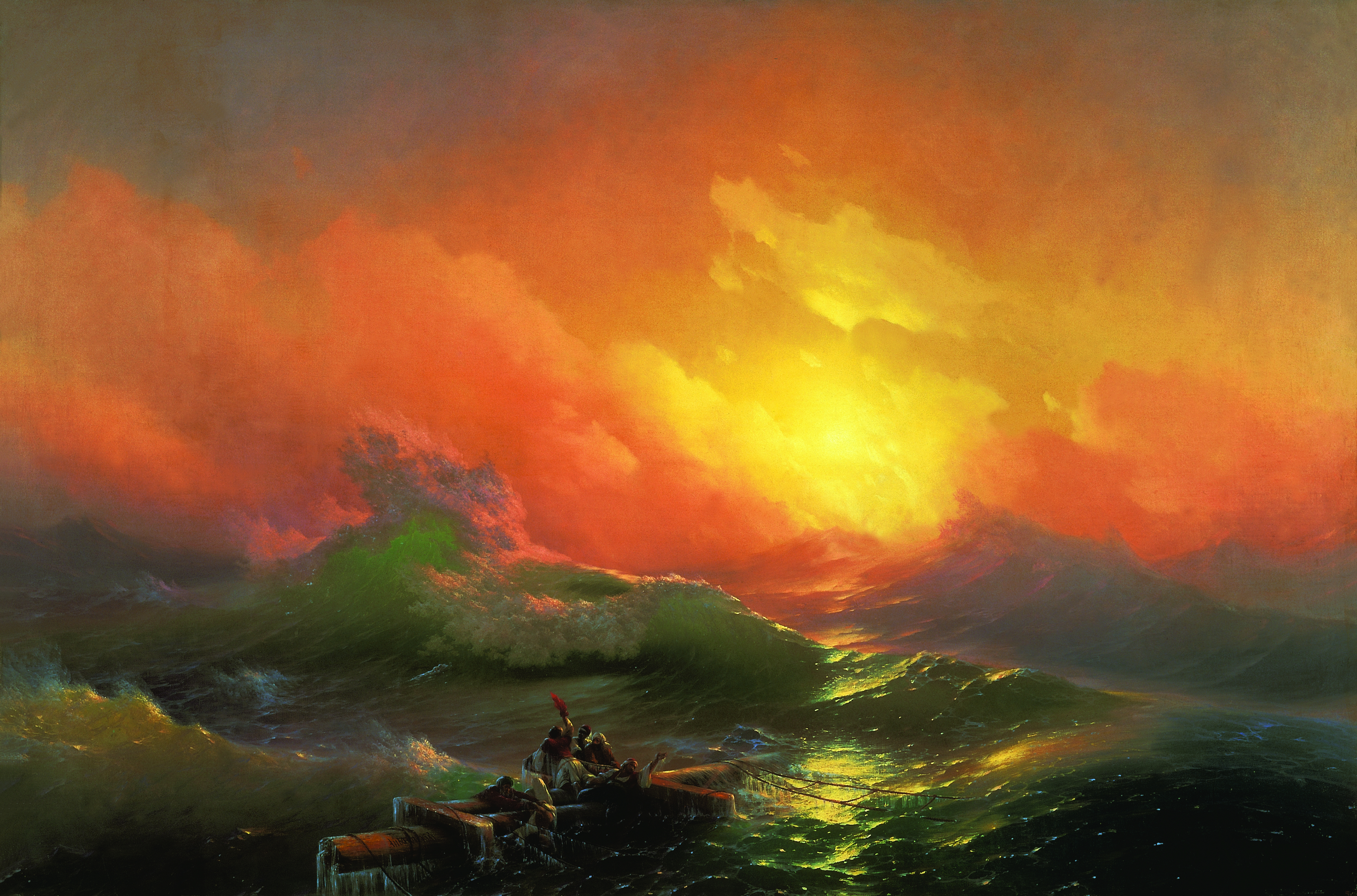
Ivan Aivazovski, 1850, "The Ninth Wave"(Cel de-al nouălea val)
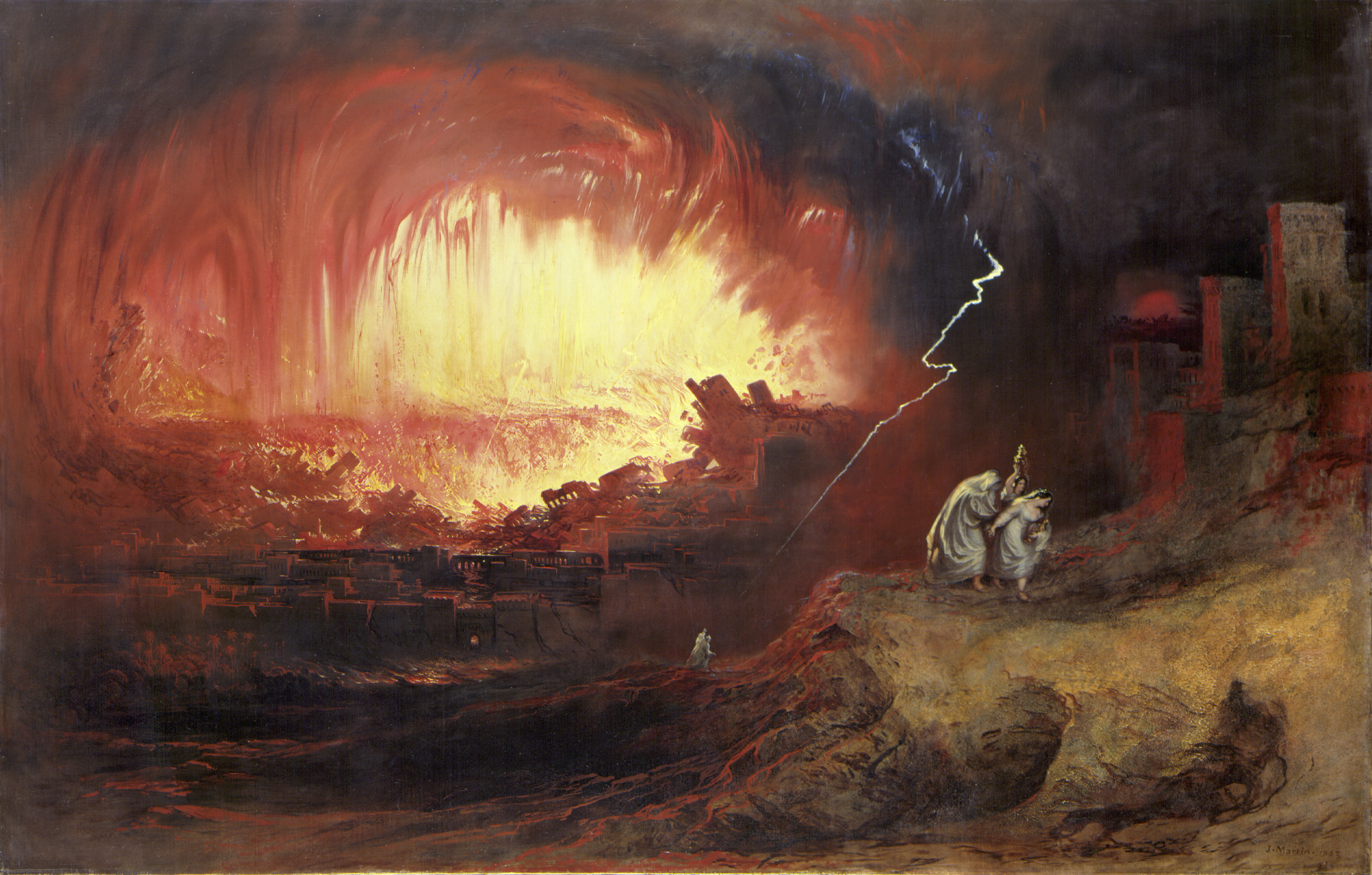
John Martin, 1852, The Destruction of Sodom and Gomorrah (Distrugerea Sodomei şi Gomorei)
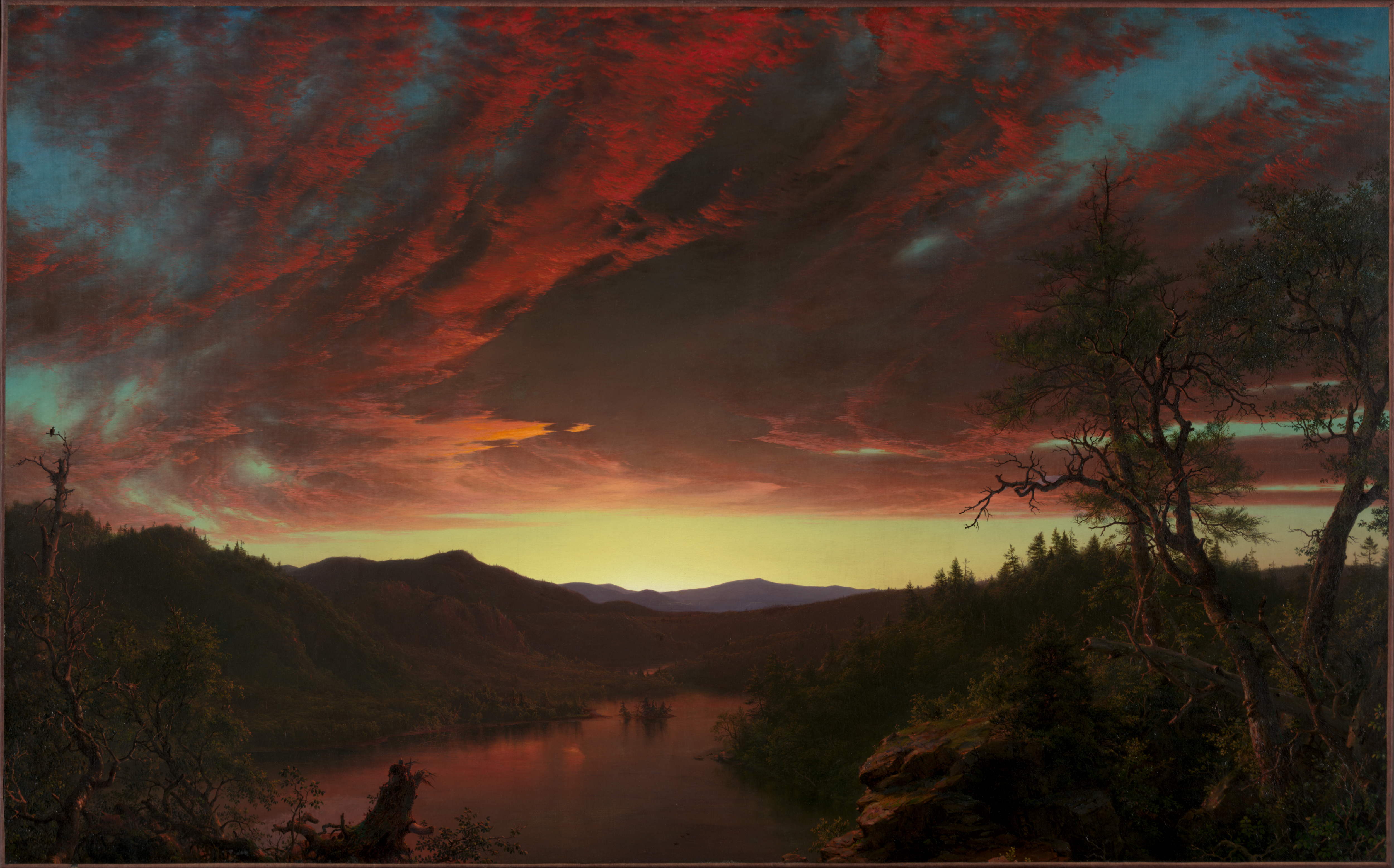
Frederic Edwin Church, 1860, Twilight in the Wilderness (Crepuscul în sălbăticie)
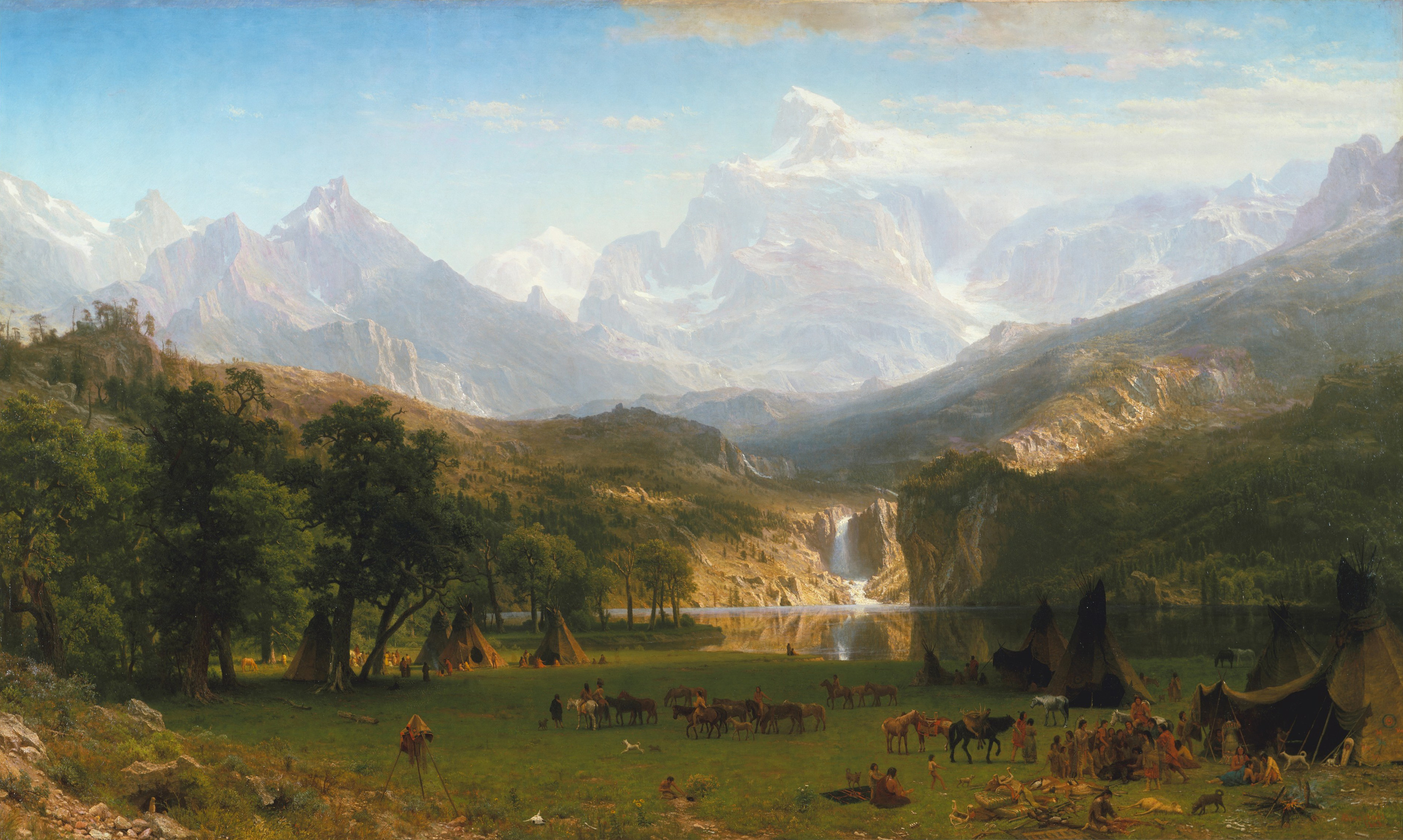
Albert Bierstadt, 1863, The Rocky Mountains, Lander's Peak (Vârful lui Lander, Munţii Stâncoşi)
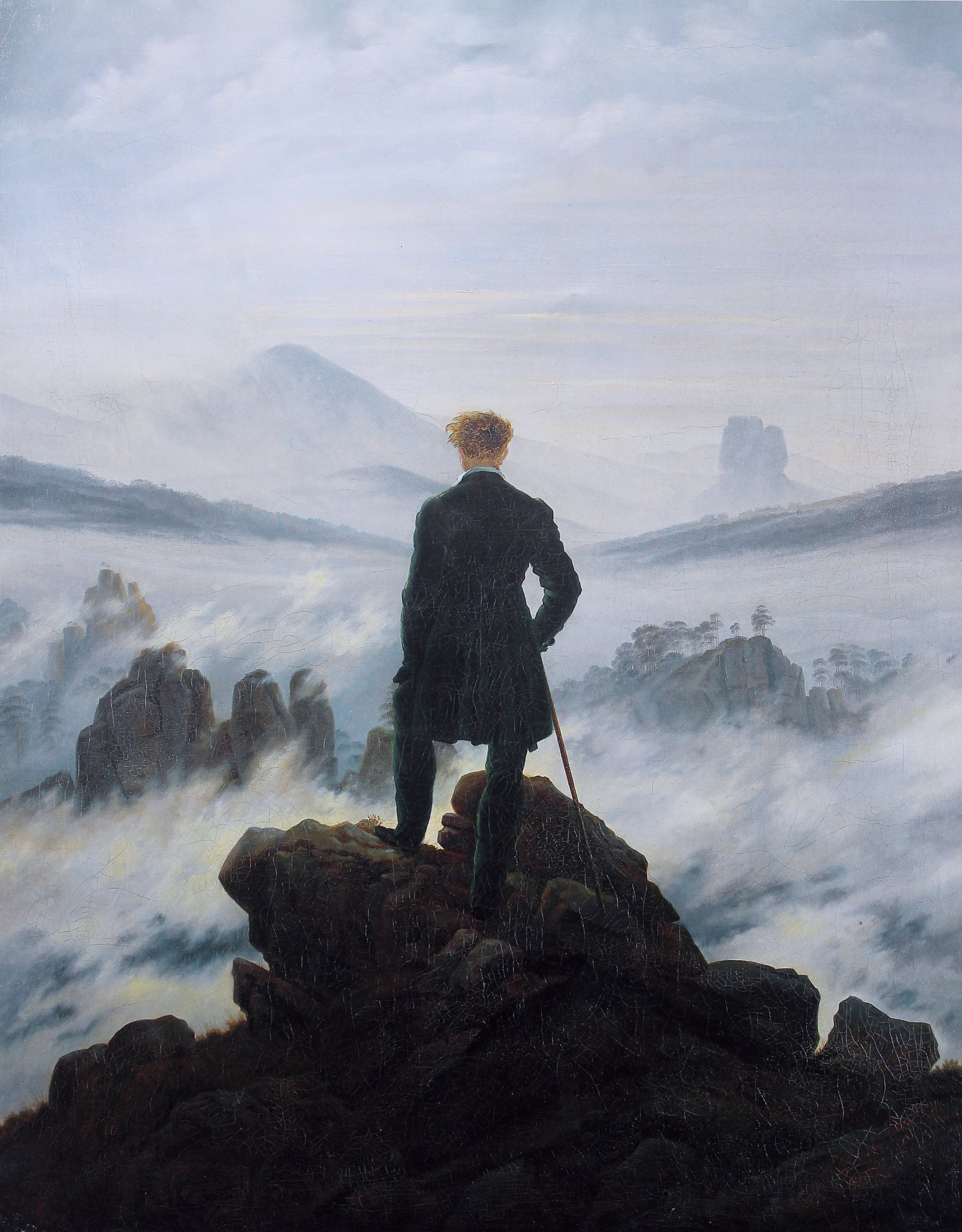
Caspar David Friedrich, 1817-1818, Wanderer above the Sea of Fog (Rătăcitor contemplând Marea de ceaţă)